# Goldfingers
『Goldfingers』（ゴールドフィンガーズ）は2010年10月27日、cutting edgeから発売された東京スカパラダイスオーケストラ初のミニ・アルバム。

## 概要
デビュー21年目最初のリリースとなる本作。スカパラの尊敬するプレイヤーである上原ひろみと菊地成孔を迎えた。リミックス音源を収録しているのは「追憶のライラック」以来。初回プレスはデジパック仕様・豪華レコーディングセッションフォトブックが同梱。予約特典は「EURO TOUR 2010」スペシャルDVD。

## 収録曲
1. 水琴窟-SUIKINKUTSU- feat. 上原ひろみ
  - 作曲：NARGO
  - 同年10月11日に平城京跡大極殿にて行われたライブ「平城京ダンステリア 踊るスカパラ大御殿!」でスカパラ単独で初披露した。
  - オリジナルアルバム『Walkin'』、ベスト・アルバム『The Last』『TOKYO SKA TREASURES 〜ベスト・オブ・東京スカパラダイスオーケストラ〜』『NO BORDER HITS 2025→2001 〜ベスト・オブ・東京スカパラダイスオーケストラ〜』にも収録された。
2. Boogie Stop Shuffle feat. 菊地成孔
  - 作曲：Charles Mingus
  - チャールズ・ミンガスのカバー曲。
3. THE PEAK
  - 作曲：GAMO
  - 1997年の武道館ライブのオープニングを飾った楽曲の初音源化。
4. THEME FROM LUMPY GRAVY
  - 作曲：Frank Zappa
  - フランク・ザッパのカバー曲。
5. 流星とバラード Yasutaka Nakata remix
6. ずっと Sunaga t experience REMIX